# Ruwet-Weber
Der Ruwet-Weber (Ploceus ruweti) ist eine wenig erforschte Vogelart aus der Familie der Webervögel (Ploceidae). Das Artepitheton ehrt den belgischen Ornithologen Jean-Claude Ruwet, der diese Art 1960 entdeckt hatte.

## Merkmale
Das Brutgefieder des erwachsenen Männchens ist an der Unterseite orange-kastanienfarben. Die Schwarzfärbung am Kopf erreicht nicht den Nacken. Der Rücken ist tief gelb. Die Unterschwanzdecken sind rötlichbraun verwaschen. Die Iris ist dunkelrot. Der Schnabel ist schwarz und die Beine sind grau-beige. Männchen, die nicht in Brutverfassung sind, haben einen grünlichen Oberkopf und eine gelbe Kehle. Die Weibchen sind allgemein grünlich gefärbt. Sie weisen keine Schwarzfärbung und nahezu keine rötlichbraune Färbung im Gefieder auf. An den mittleren Flügeldecken ist eine auffällige obere Flügelbinde und an den großen Flügeldecken ist eine unauffällige untere Flügelbinde zu erkennen. Die Augen sind dunkel und der Schnabel ist grau. Die Körpergröße beträgt 13 Zentimeter und das Gewicht 17 Gramm. Die Flügellänge (gemessen vom Flügelbug) beträgt 68,5 bis 71 mm, die Schwanzlänge 45 mm, die Lauflänge 20,5 bis 21,0 mm und die Schnabelfirstlänge 16 mm. (Diese Körpermasse beziehen sich auf den Holotypus von 1960 und auf einen toten Vogel von 2009).

## Vorkommen und Lebensraum
Der Ruwet-Weber ist endemisch am Tshangalele-See (auch als Lake Lufira bekannt) in der Provinz Haut-Katanga im Südosten der Demokratischen Republik Kongo. Er bewohnt Sumpfland und Röhricht, das von den Gattungen Phragmites und Typha dominiert ist.

## Lebensweise
Die Brutzeit ist während der Regenzeit zwischen Januar und April. Das Gelege besteht aus zwei Eiern mit einer hellgrünen Grundfärbung und vielen braunen Flecken. Die Koloniengröße variiert zwischen drei und 20 Nestern. Das Männchen webt das Nest und verteidigt es gegen andere Männchen, die Nistmaterial stehlen. 

## Systematik und Status
Der Ruwet-Weber war lange nur vom Holotypus aus dem Jahre 1960 bekannt, bevor er im Februar 2009 wiederentdeckt wurde. Von der IUCN wird die Art in die Kategorie Unzureichende Datenlage (Data deficient) klassifiziert. Zeitweise wurde der Ruwet-Weber als Unterart des Reichardwebers (Ploceus reichardi) betrachtet.